# Rodeo (Kalifornia)
Rodeo statisztikai település az USA Kalifornia államában, Contra Costa megyében. Lakosainak száma 9653 fő (2020. április 1.).

## Népesség
A település népességének változása:

| 2010 | 8 679 |
| 2020 | 9 653 |